# Superclassico … meine Frau will heiraten!
Superclassico … meine Frau will heiraten! ist eine dänische Filmkomödie von Ole Christian Madsen, die in Argentinien gedreht wurde. Der Film wurde als dänischer Vorschlag in der Kategorie Bester fremdsprachiger Film zur Oscarverleihung 2012 eingereicht. Am 18. Januar 2012 wurde Superclásico als einer von neun Filmen auf der Shortlist des Oscars veröffentlicht.

## Handlung
Der Weinverkäufer Christian erhält in Dänemark die Scheidungspapiere seiner Frau Anna. Anna arbeitet in Argentinien als Fußballmanagerin. Da der gemeinsame, 16-jährige Sohn Oscar Anna besuchen soll, entschließt sich Christian mitzufliegen, um seine Frau von der Scheidung abzubringen. Diese führt jedoch bereits eine Beziehung mit dem argentinischen Fußballstar Juan Diaz. Dieser steht kurz vor dem wichtigsten argentinischen Fußballspiel, dem Superclásico. Christian lernt während seines Aufenthalts argentinische Kultur und Leute kennen: Die ältere, aber temperamentvolle Haushälterin Fernanda, mit der er eine kurze Affäre hat und den kauzigen Winzer Mendoza, der sich mit keinem besonders gut versteht, in Christian aber einen Leidensgenossen trifft. Währenddessen lernt Sohn Oscar die Reiseführerin Veronica kennen. Er läuft von zuhause weg und beginnt eine Beziehung mit ihr. Als die Beziehung ans Licht kommt, gibt es zunächst Probleme, die mit Christians Hilfe aber wieder beigelegt werden können. Als zwischen Anna und Juan Diaz ein erster Streit aufkommt, kommen sich Christian und Anna wieder näher. Erst da beginnt Christian, verändert durch die argentinische Kultur, Anna loszulassen. Nach der Heirat von Juan Diaz und Anna begibt sich Christian zufrieden auf den Heimweg nach Dänemark.

## Rezeption
Der Film, der in Dänemark zwei Millionen US-Dollar einnahm, erhielt meist gute oder gemischte Kritiken.

„Superclassico ist eine schwungvolle dänische Komödie, gerade richtig für den Frühsommer. Der Film macht Lust auf Urlaub und Freizeit, bietet unanstrengende Unterhaltung und lebt von seinen menschlichen Darstellern.“

„Man unterhält sich gut in diesem Film, aber vielleicht anders als von Autor und Regisseur Ole Christian Madsen beabsichtigt. Denn den europäischen Hauptdarstellern wird von toll auftrumpfenden Nebenfiguren die Schau gestohlen, vor allem von einem mürrischen Winzer und einer nicht mehr ganz jungen, aber rassigen Haushälterin.“

„Schale Komödie mit einem impertinenten, redundanten Off-Kommentar und unsympathischen Figuren, die keine Anteilnahme wecken.“